# Arnaldo Edi Lopes da Silva
Arnaldo Edi Lopes da Silva, conhecido como Edinho (Aveiro, 7 de Julho de 1982), é um futebolista português que atua como Atacante. Joga atualmente no Clube Olímpico do Montijo.

## Selecção Portuguesa
Em Março de 2009 foi pela primeira vez chamado à selecção portuguesa, por Carlos Queirós, tendo em vista os jogos de qualificação para o Copa do Mundo FIFA de 2010.
No seu primeiro jogo teve uma enorme influência no auto-golo que fechou as contas na partida frente à África do Sul. Foi depois de um remate seu que a bola desviou num adversário e entrou.

### Golos marcados
|    | Data                  | Cidade                                 | Adversário    | Resultado | Competição                                 |
| -- | --------------------- | -------------------------------------- | ------------- | --------- | ------------------------------------------ |
| 1. | 31 de março de 2009   | Estádio de la Pontaise, Lausana        | África do Sul | 2 – 0     | Jogo amigável                              |
| 2. | 14 de outubro de 2009 | Estádio D. Afonso Henriques, Guimarães | Malta         | 4 – 0     | Eliminatórias para a Copa do Mundo de 2010 |
| 3. | 5 de março de 2014    | Estádio Dr. Magalhães Pessoa, Leiria   | Camarões      | 5 – 1     | Jogo amigável                              |

Títulos:
- Taça de Portugal: 2012 (Associação Académica de Coimbra)
- Taça da Liga: 2007/08 (Vitória FC)
- Liga 3: 2021/22 (Sport Clube União Torreense)

## Vida pessoal
Após um jogo do Cova da Piedade contra o GRAP, na segunda eliminatória da edição 2020-2021 da Taça de Portugal, Edinho sofreu uma lesão grave (fratura de tíbia e perónio) na recarga após um pénalti falhado. O jogador foi obrigado a uma hospitalização e a uma paragem de cerca de 8 meses. 